# Seder Olam Rabba
Das Seder Olam Rabba (סדר עולם רבה), ursprünglich nur Seder Olam, „die große Weltchronik“, ist eine traditionell Jose ben Chalafta zugeschriebene, in hebräischer Sprache verfasste altjüdische Chronik-Schrift, die sich zumeist eng an die biblische Chronologie hält und schon im Talmud zitiert wird.

## Charakteristik
Nach 200 redigiert und später um ein Vielfaches ergänzt, schildert sie in 27 bzw. 30 Kapiteln die wichtigsten Ereignisse von der Erschaffung der Welt bis zur Zerstörung Jerusalems durch Nebukadnezar, die Perserzeit und die wichtigsten Ereignisse zwischen Alexander dem Großen und Bar Kochba.
Seder Olam Rabba, deren tatsächlicher Autor unbekannt ist, gilt als die erste nachbiblische hebräische Schrift, die allgemeine Anerkennung gefunden hat. Sie wurde viel gelesen, studiert, kommentiert und auch ins Lateinische übersetzt.
Auf dem Seder Olam Rabba beruht die unter Juden allgemein üblich gewordene Zählung der Jahre seit der Weltschöpfung.

## Ausgaben

### Text
- Erstdruck Mantua 1513
- B. Ratner (Hg.): Seder Olam Rabba. Die grosse Weltchronik. Wilna 1897, Nachdruck Jerusalem 1988
- Ch. J. Milikowsky (Hg.): Seder Olam. A Rabbinic Chronography. Diss., Yale 1981

### Übersetzungen
- Luis Fernando Girón Blanc: Seder `Olam Rabbah. El gran orden del universo: una cronología judía (Biblioteca Midrásica 18). Estella, Navarra 1996. ISBN 84-8169-115-1
- Heinrich W. Guggenheimer: Seder Olam: the Rabbinic View of Biblical Chronology. Northvale/NJ 1998. ISBN 0-7657-6021-5